# Полет 3054 на „Ти Ей Ем Еърлайнс“
Полет 3054 на „Ти Ей Ем Еърлайнс“ е редовен вътрешен пътнически полет, изпълняван от „Ти Ей Ем Еърлайнс“ от Порто Алегри до Сао Пауло, Бразилия. Вечерта на 17 юли 2007 г. „Еърбъс A320-233“, който обслужва полета, се приземява в Сао Пауло по време на умерен дъжд и се разбива в близкия склад на „Ти Ей Ем Експрес“ в близост до бензиностанция „Шел“. Самолетът експлодира при удара и убива всички 187 пътници и екипаж на борда, както и 12 души на земята, а още 27 души в склада са ранени.
Инцидентът надминава полет 1907 на „Гол Транспортес Аериос“ като най-смъртоносния авиационен инцидент на територията на Бразилия и в историята на Южна Америка и е най-смъртоносният в серията „Еърбъс A320“ до взривяването на полет 9268 на „Метроджет“ през 2015 г., когато са убити 224 души. Това е последният фатален инцидент в Бразилия, който убива повече от 50 души до 2024 г., след което машината при полет 2283 на „Воепас“ се разбива близо до Сао Пауло и убива 62-ма души.
Катастрофата е разследвана от Центъра за разследване и предотвратяване на аеронавигационни произшествия на бразилските военновъздушни сили и през септември 2009 г. е издаден окончателен доклад, в който се посочва, че инцидентът е причинен от грешки на пилота по време на кацането в Сао Пауло.
На 17 юли 2012 г., пет години след катастрофата, е открит площад, наречен „Мемориален площад“. Той е изграден на мястото на склада на „Ти Ей Ем Експрес“ и е с издълбани имената на жертвите, както и черница, която оцелялава след катастрофата. В Порто Алегри има друг мемориал, наречен „Ларго да Вида“, където са засадени 199 дървета и се намира близо до международното летище, от което излита полет 3054.